# Peperomia pseudoamplexicaulis
Peperomia pseudoamplexicaulis är en pepparväxtart som beskrevs av C. Dc.. Peperomia pseudoamplexicaulis ingår i släktet peperomior, och familjen pepparväxter. Inga underarter finns listade i Catalogue of Life.